# John Daly
John Patrick Daly (Carmichael, 28 aprile 1966) è un golfista statunitense.
È noto soprattutto per la vittoria ottenuta al PGA Championship del 1991 quando era praticamente uno sconosciuto e per la potenza dei suoi tiri, che raggiungono una tale distanza da avergli procurato il soprannome di Long John.
Ha vinto anche un altro torneo Major, ovvero il British Open nel 1995, sconfiggendo al playoff l'italiano Costantino Rocca.
Complessivamente in carriera ha vinto 19 tornei.